# Balan He
Balan He (kinesiska: 巴兰河) är ett vattendrag i Kina. Det ligger i provinsen Heilongjiang, i den nordöstra delen av landet, omkring 240 kilometer öster om provinshuvudstaden Harbin.
Genomsnittlig årsnederbörd är 811 millimeter. Den regnigaste månaden är juli, med i genomsnitt 177 mm nederbörd, och den torraste är januari, med 5 mm nederbörd.